# أنيا
أنيا (بالبولندية: Anna Dąbrowska)‏ هي موسيقية ومغنية وكاتبة غنائية وشاعرة بولندية، ولدت في 7 يناير 1981 في تشيلم في بولندا.

## وصلات خارجية
- الموقع الرسمي
- أنيا على موقع IMDb (الإنجليزية)
- أنيا على موقع ميوزك برينز (الإنجليزية)
- أنيا على موقع ديسكوغز (الإنجليزية)